# Rezervoir Doggs
Rezervoir Doggs ist eine US-amerikanische, 2013 produzierte Pornofilm-Parodie auf den Film Reservoir Dogs – Wilde Hunde (1992).

## Handlung
Der Film erzählt – wie auch der Originalfilm – die Geschichte eines missglückten Banküberfalls. Eine Bande von Gangsterbräuten gerät bei einem Überfall – welcher dem Zuschauer wie schon im Original vorenthalten wird – in einen Schusswechsel mit der Polizei. Die Gangster flüchten mit einer Schwerverletzten und es stellt sich die Frage wer ihre Pläne verraten hat.
Das Cover des Films zeigt Frau Orange, White, Pink und Blonde in derselben Reihenfolge positioniert wie auch das Original-Cover. 